# Río Salas (Río Motupe)
Der Río Salas ist ein 46 km langer linker Nebenfluss des Río Motupe in der Provinz Lambayeque im Nordwesten von Peru.

## Flusslauf
Der Río Salas entspringt in der peruanischen Westkordillere im Südosten des Distrikts Salas auf einer Höhe von etwa 2860 m. Er durchquert den Distrikt Salas in westlicher Richtung. Südlich von Salas bei Flusskilometer 24 erreicht er die Küstenebene und nimmt den Río La Pescadera von links auf. Der Río Salas mündet schließlich auf einer Höhe von etwa 75 m in den Río Motupe.

## Einzugsgebiet
Der Río Salas entwässert eine Fläche von etwa 247 km². Das Areal liegt in den Distrikten Salas und Jayanca im nördlichen Osten der Provinz Lambayeque. Im Nordosten grenzt das Einzugsgebiet an das des Río Chochope sowie im Osten an das des Río La Leche.